# America's Army: Rise of a Soldier
America's Army: Rise of a Soldier est un jeu développé par l'armée américaine, Ubisoft et Secret Level et édité par Ubisoft. En plus de contenir le jeu original America's Army, le jeu comprend un mode solo basé sur les expériences du major Jason Amerine en Afghanistan en 2001. Il est sorti aux États-Unis le 17 novembre 2005 sur Xbox. La version PlayStation 2 était en développement depuis un certain temps, mais a finalement été annulée.
Contrairement à l'original America's Army, ce jeu n'est pas un logiciel gratuit. La plupart des cartes de la version PC d'America's Army sont dans Rise of a Soldier.

## Accueil
Le jeu a reçu des critiques "moyennes" selon l'agrégateur de notes Metacritic. 